# Berchemia hirtella
Berchemia hirtella là một loài thực vật có hoa trong họ Táo. Loài này được H.T.Tsai & K.M.Feng mô tả khoa học đầu tiên năm 1951.